# Cucullia lampra
Cucullia lampra là một loài bướm đêm trong họ Noctuidae.